# Gymnastik vid olympiska sommarspelen 1972
Olympiska sommarspelen 1972

OS-frimärke.

Olga Korbut, Sovjetunionen -"Sparven från Minsk" - blev stor publikfavorit trots att hon efter ett fall misslyckades att ta hem mångkampen. Två guld blev hennes kap.

## Medaljtabell
| Pl.    | Nation        | Guld | Silver | Brons | Totalt |
| ------ | ------------- | ---- | ------ | ----- | ------ |
| 1      | Sovjetunionen | 6    | 6      | 4     | 16     |
| 2      | Japan         | 5    | 5      | 6     | 16     |
| 3      | Östtyskland   | 3    | 3      | 3     | 9      |
| 4      | Ungern        | 0    | 0      | 1     | 1      |
| Totalt | Totalt        | 14   | 14     | 14    | 42     |

## Medaljsummering

### Herrar
| Event                      | Guld                                                                                                | Silver | Brons                                                                                              |
| Mångkamp, lag Detaljer...  | Japan Shigeru Kasamatsu Sawao Kato Eizo Kenmotsu Akinori Nakayama Teruichi Okamura Mitsuo Tsukahara | Sovjetunionen Nikolaj Andrianov Viktor Klimenko Alexander Maleev Edvard Mikaelian Vladimir Stjukin Michail Voronin | Östtyskland Matthias Brehme Wolfgang Klotz Klaus Köste Jürgen Paeke Reinhard Rychly Wolfgang Thüne |
| Mångkamp, ind. Detaljer... | Sawao Kato Japan                                                                                    | Eizo Kenmotsu Japan                                                                                                | Akinori Nakayama Japan                                                                             |
| Fristående Detaljer...     | Nikolaj Andrianov Sovjetunionen                                                                     | Akinori Nakayama Japan                                                                                             | Shigeru Kasamatsu Japan                                                                            |
| Bygelhäst Detaljer...      | Viktor Klimenko Sovjetunionen                                                                       | Sawao Kato Japan                                                                                                   | Eizo Kenmotsu Japan                                                                                |
| Ringar Detaljer...         | Akinori Nakayama Japan                                                                              | Michail Voronin Sovjetunionen                                                                                      | Mitsuo Tsukahara Japan                                                                             |
| Hopp Detaljer...           | Klaus Köste Östtyskland                                                                             | Viktor Klimenko Sovjetunionen                                                                                      | Nikolai Andrianov Sovjetunionen                                                                    |
| Barr Detaljer...           | Sawao Kato Japan                                                                                    | Shigeru Kasamatsu Japan                                                                                            | Eizo Kenmotsu Japan                                                                                |
| Räck Detaljer...           | Mitsuo Tsukahara Japan                                                                              | Sawao Kato Japan                                                                                                   | Shigeru Kasamatsu Japan                                                                            |

### Damer
| Event                      | Guld | Silver                                                                                                  | Brons                                                                                       |
| Mångkamp, lag Detaljer...  | Sovjetunionen Ljubov Burda Olga Korbut Antonina Kosjel Tamara Lazakovitj Elvira Saadi Ludmila Touristjeva | Östtyskland Irene Abel Angelika Hellmann Karin Janz Richarda Schmeisser Christine Schmitt Erika Zuchold | Ungern Ilona Bekesi Monika Csaszar Marta Kelemen Aniko Kery Krisztina Medveczky Zsuzsa Nagy |
| Mångkamp, ind. Detaljer... | Ludmila Touristjeva Sovjetunionen                                                                         | Karin Janz Östtyskland                                                                                  | Tamara Lazakovitj Sovjetunionen                                                             |
| Hopp Detaljer...           | Karin Janz Östtyskland                                                                                    | Erika Zuchold Östtyskland                                                                               | Ludmila Touristjeva Sovjetunionen                                                           |
| Barr Detaljer...           | Karin Janz Östtyskland                                                                                    | Olga Korbut Sovjetunionen                                                                               | Erika Zuchold Östtyskland                                                                   |
| Bom Detaljer...            | Olga Korbut Sovjetunionen                                                                                 | Tamara Lazakovitj Sovjetunionen                                                                         | Karin Janz Östtyskland                                                                      |
| Fristående Detaljer...     | Olga Korbut Sovjetunionen                                                                                 | Ludmila Touristjeva Sovjetunionen                                                                       | Tamara Lazakovitj Sovjetunionen                                                             |